# Zamek Montfort
Montfort (hebr. מבצר המוֹנפוֹר, Miwtsar haMonfor; arab. قلعة القرن, Qal’at el-Qurain) – forteca krzyżowców położona w Górnej Galilei w północnym Izraelu. W celu ochrony ruin zamku utworzono park narodowy.

## Położenie
Twierdza jest położona na wysokości 280 m n.p.m. w Górnej Galilei w północnym Izraelu. Leży na skraju stromego cypla, który od południa góruje nad głębokim wadi strumienia Keziw. Okoliczne wzgórza są porośnięte gęstym lasem. Teren ruin zamku jest chroniony przez utworzony w tym celu park narodowy.

## Historia
Zamek Montfort został wzniesiony w 1 połowie XII wieku przez wpływową francuską rodzinę de Milly. Początkowo był to wojskowy przyczółek, którego zabudowania nie miały przeznaczenia militarnego, lecz rolnicze. Prawdopodobnie była to umocniona wioska, będąca zapewne rodzajem warownego folwarku czy alodium. Podlegała on zamkowi Castellum Regis wybudowanemu w 1160 roku w rejonie dzisiejszej miejscowości Mi’ilja. Wioska znajdowała się w wadi strumienia Keziw. Niektóre źródła wspominają o istniejącym tu wcześniej zamku, sięgającym początkami 1 połowy XII w., powstałym z inicjatywy templariuszy. Od chwili osiedlenia się tutaj rycerzy francuskich, osadę zaczęto nazywać Frans Castiaus. Być może zamek ten znajdował się na wzgórzu górującym nad wioską, najbardziej prawdopodobnym jest jednak, że była to jedynie forma fortyfikacji, bądź chodziło jedynie o umocnioną wioskę. Po przegranej przez krzyżowców w 1187 roku bitwie pod Hittin, muzułmańskie wojska sułtana Saladyna przejęły kontrolę nad Montfort. Dopiero podczas III wyprawy krzyżowej w 1192 roku chrześcijanom udało się odzyskać te ziemie od Arabów. Z odzyskanej wówczas Akki uczyniono stolicę przywróconego Królestwa Jerozolimskiego, dzięki czemu znacząco wzrosła rola znajdującego się stosunkowo niedaleko Montfortu. Przeszedł on wówczas na własność Joscelin III z Courtenay. W roku 1220 jego rodzina zdecydowała się odsprzedać ten majątek (nazywany Seigneurie de Joscelin) zakonowi krzyżackiemu. Wobec narastającego konfliktu z templariuszami oraz joannitami, zakon krzyżacki zdecydował się opuścić Akkę i właśnie w Montfort ustanowić swoją główną siedzibę. Na przełomie 1227 i 1228 roku przeprowadzono duże prace budowlane na rzecz budowy fortyfikacji. Do niedawna sądzono, że Krzyżacy jedynie rozbudowali starszą warownię. Okazuje się jednak, że wznieśli oni najpewniej od podstaw całą twierdzę, położoną na wąskim grzbiecie jednego ze wzgórz górujących ponad starszą, pierwotną osadą leżącą w dolinie. Z badań archeologicznych wynika, że forteca na wzgórzu nie wykorzystuje i nie opiera się na żadnych wcześniejszych pozostałościach. Dużą rolę przy budowie zamku odegrał wielki mistrz Herman von Salza, któremu udało się uzyskać niezbędne wsparcie finansowe z Państwa Kościelnego. Prawdopodobnie fundację zamku wspierał również cesarz Fryderyk II Hohenstauf. Wysiłki przyniosły efekt – Krzyżacy wznieśli potężną twierdzę, która od 1229 roku stała się administracyjną stolicą zakonu – tu rezydował wielki mistrz i inni dostojnicy oraz znajdowały się zakonne archiwa i skarbiec. Rycerstwo niemieckie nazywało twierdzę Montfort. Warto wspomnieć, że na terenie wioski w wadi, Krzyżacy bądź gruntownie przebudowali bądź wznieśli od nowa znaczny obiekt pełniący zapewne równocześnie funkcję umocnionego młyna oraz domu dla gości. Być może on właśnie zawiera w sobie mury „przedkrzyżackie”. Budowa twierdzy zakonnej toczyła się najprawdopodobniej w latach 1227–1240. Do około 1265 roku zamek był mało narażony na muzułmańskie ataki. Był położony na uboczu i z dala od głównych traktów komunikacyjnych Palestyny. Chociaż w 1244 roku Jerozolima upadła, to cała północna część Królestwa Jerozolimskiego nadal pozostawała pod silną władzą chrześcijańską. Twierdza Montfort wchodziła wówczas w skład linii obronnych Akki. Na wschodzie była położona silna twierdza templariuszy w Safedzie, a bliżej na południowym wschodzie znajdował się stary zamek Castellum Regis w Mi’ilja. Około 1265 roku północne tereny Palestyny stały się celem ataków Mameluków. W roku tym, wojska dowodzone przez sułtana Bajbarsa zdobyły i zniszczyły zamki krzyżowców Castellum Regis, Cezarea i Arsuf. W 1266 roku muzułmanie podjęli nieudaną próbę zajęcia Montfort. Po niepowodzeniu, mamelucy spustoszyli okoliczne ziemie, zajmując zamki w Safedzie, Chastel Neuf i Toron. Praktycznie w tym momencie zamek Montfort był już prawie bezbronny, chociaż w 1268 roku posiadał jeszcze dziesięć wsi. W 1271 roku sułtan Bajbars rozpoczął atak na Montfort i po piętnastu dniach oblężenia, 23 czerwca twierdza skapitulowała. Obrońcy musieli złożyć broń i pozostawić cały majątek, jednak w zamian za kapitulację otrzymali bezpieczną drogę ucieczki do Akki. Krzyżacy wywieźli z sobą jedynie archiwa zakonne. Następnie mamelucy doszczętnie zniszczyli fortyfikacje Montfort. Ruiny pozostawały całkowicie zapomniane do XVIII wieku, kiedy to zostały przypadkowo odkryte przez Beduinów. W 1926 roku pierwsze prace archeologiczne rozpoczął tutaj zespół amerykańskich badaczy. Podobno odnaleziono wtedy części zbroi rycerskich oraz liczne groty strzał. W 1928 roku Metropolitan Museum of Art w Nowym Jorku otrzymało dar w postaci fragmentu gotyckiego sklepienia żebrowego, który miał rzekomo pochodzić z zamku Montfort.

### Nazwa
Nazwa twierdzy Montfort pochodzi od dwóch francuskich słów: „mont” (pol. góra) i „fort” (pol. mocny, silny) i oznacza „warowna, silna, umocniona góra”. Po przejęciu posiadłości przez Krzyżaków nazwano ją z niemieckiego: Starkenberg, co oznacza to samo w języku niemieckim: „stark” (pol. ostry, mocny) i „berg” (pol. góra). W łacinie zamek był nazywany Franc-Chastiau.

## Park Narodowy
Montfort jest średniowiecznym stanowiskiem archeologicznym składającym się z ruin twierdzy zbudowanej przez krzyżowców na wąskim i stromym urwisku nad południowym brzegu strumienia Keziw. U stóp zamkowego wzgórza znajdują się dziś ruiny budynku gospodarczego z czasów krzyżowców. Można przypuszczać, że prawdopodobnie służył on jako młyn wodny. Położone powyżej ruiny są stosunkowo dobrze zachowane. Duży wpływ na to miało mocno odizolowane położenie zamku, dzięki czemu mieszkańcy pobliskich osad mieli utrudniony dostęp do materiałów budowlanych zamku. Dzięki temu zachowały się one w dobrym stanie. W wadi strumienia Keziw odkryto jeszcze pozostałości kilku innych budynków gospodarczych. Zamek jest zbudowany na stromym zboczu, i z tego powodu jego obrona była skoncentrowana głównie na najsłabszej wschodniej stronie. Po zewnętrznej stronie fortyfikacji wykopano podwójną fosę. Węższa fosa miała szerokość około 8-10 metrów, natomiast główna fosa miała 20 m szerokości i około 11 m głębokości. Obie fosy były wykute w wapiennym podłożu. Pozyskany w ten sposób kamień wykorzystano do budowy zamku. Główne budynki zamku były ułożone w szeregu pomiędzy dwoma wieżami na bardzo wąskim grzbiecie. Po stronie wschodniej wzniesiono masywną wieżę obronną o podstawie około 25 × 21 m, i grubości ścian około 5–7 m. Wieżę wykonano z kamiennych bloków o długości krawędzi 150 × 90 × 90 cm. Wykonanie kamieni świadczy o umiejętnościach budowniczych, zwłaszcza jeśli weźmiemy pod uwagę niedostępność terenu i wagę transportowanych kamieni. W głównej wieży obronnej znajdował się prawdopodobnie skarbiec i archiwum zakonne. Brama wjazdowa do zamku znajdowała się przy głównej wieży. Na zachód od wieży znajdował się dwukondygnacyjny budynek, na którego parterze był duży hol o wymiarach 20 × 55 m. Według wykopalisk mieściła się tutaj kuchnia oraz pomieszczenia warsztatowe. Nie zachowały się żadne ślady mogące coś powiedzieć o przeznaczeniu pomieszczeń na piętrze – być może była to kaplica. Poniżej znajdował się kościół, a następnie duży budynek mieszkalny rycerzy, w którego piwnicach umieszczono cysterny na wodę. Budynek ten zaprojektowano w taki sposób, że jego zewnętrzne ściany służyły jako mury obronne, pełniąc jednocześnie funkcję wieży. W znacznej mierze budynek ten zapadł się. Poniżej wznosi się północna wieża (ok. 20 × 25 m), która prawdopodobnie była siedzibą dowódcy zamku. Bogato zdobione sale wskazują na funkcje reprezentacyjne wieży. Poniżej, po stronie północnej, rozciągają się rozległe pozostałości fortyfikacji zewnętrznych. Pozostały po nich ślady kilku półokrągłych wież, flanki murów i wały obronne.

## Turystyka
Park Narodowy Montfor jest częścią rezerwatu przyrody strumienia Keziw. Jest to popularny punkt turystyki pieszej, który przyciąga licznych turystów.